# Acker-Hahnenfuß
Der Acker-Hahnenfuß (Ranunculus arvensis) ist eine Pflanzenart aus der Gattung Hahnenfuß (Ranunculus) innerhalb der Familie der Hahnenfußgewächse (Ranunculaceae). Sie ist in Eurasien verbreitet.

## Beschreibung

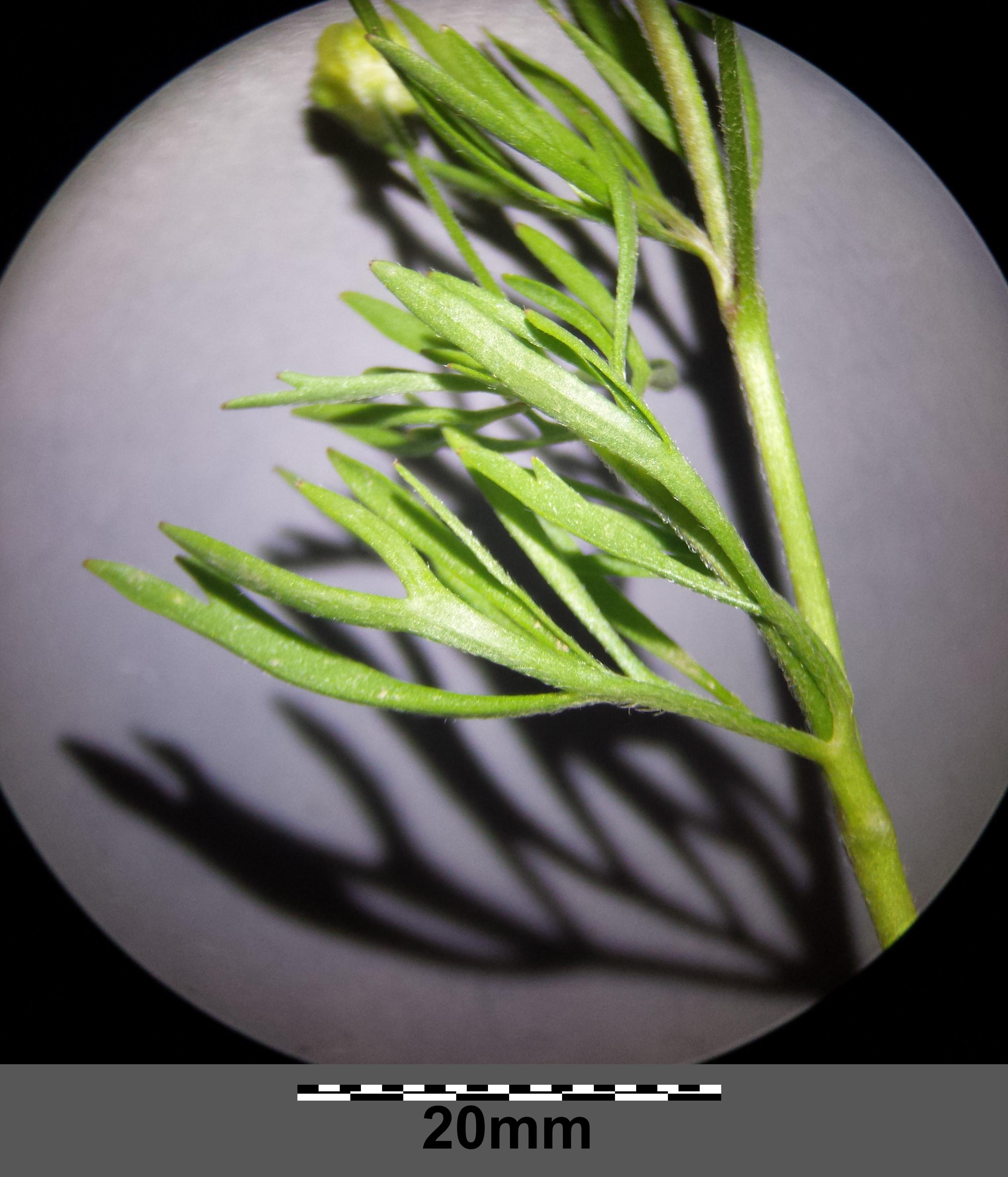
Stängel mit Laubblättern

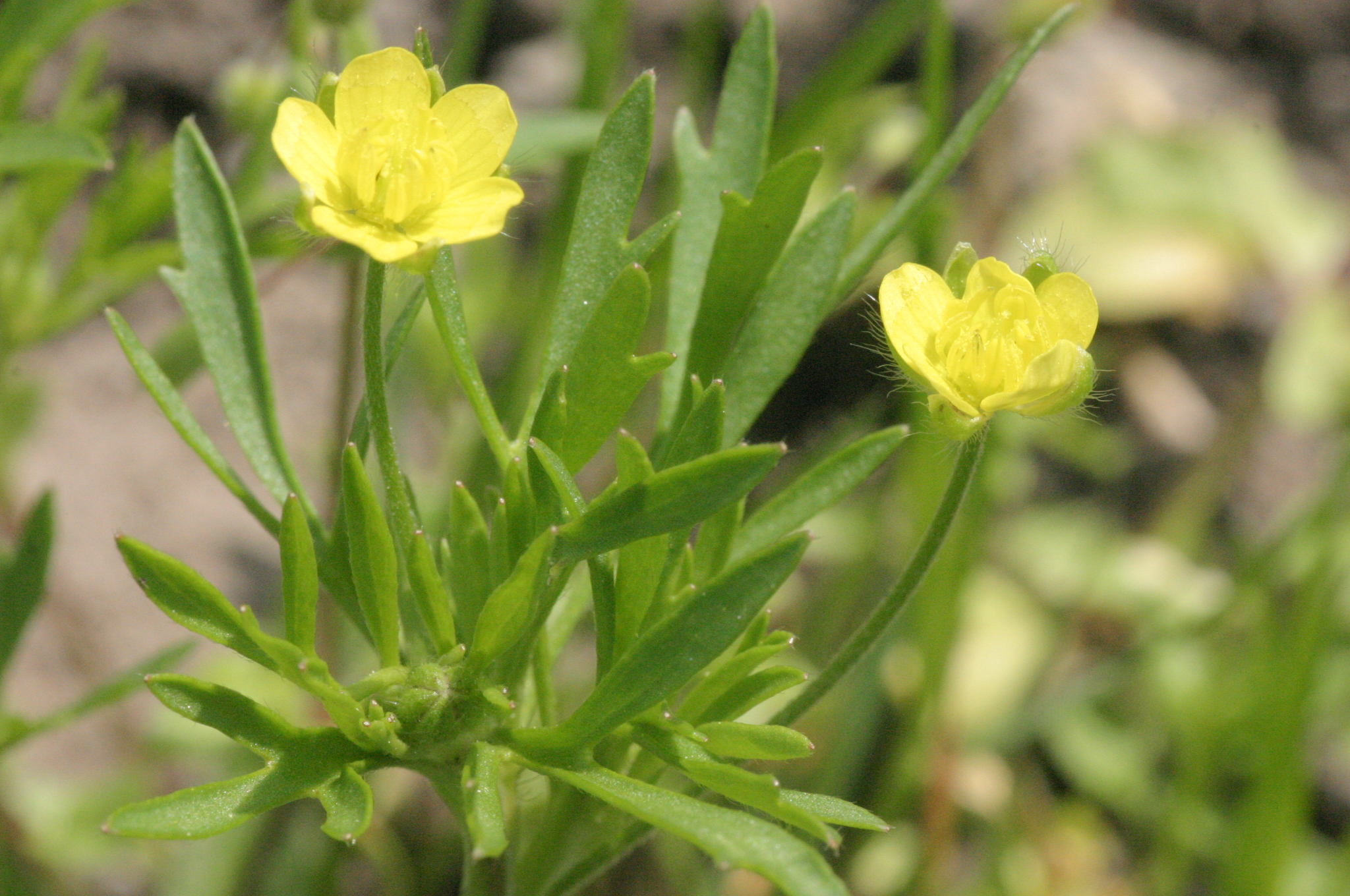
Oberer Bereich eines Acker-Hahnenfußes mit zwei gestielten Blüten. Gut zu erkennen sind die behaarten Kelchblätter.

Aus Nüsschen bestehende Sammelfrucht

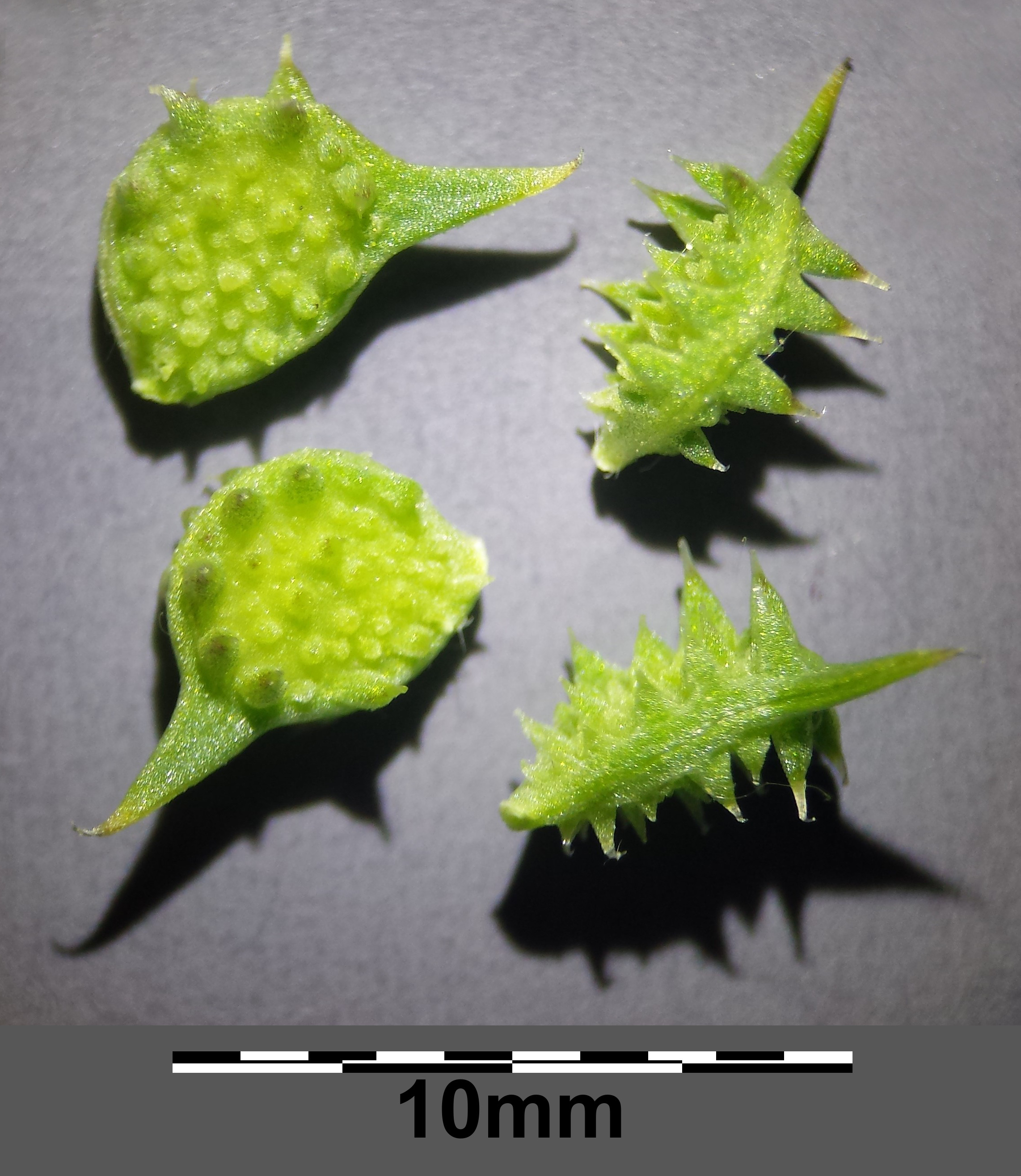
Nüsschen

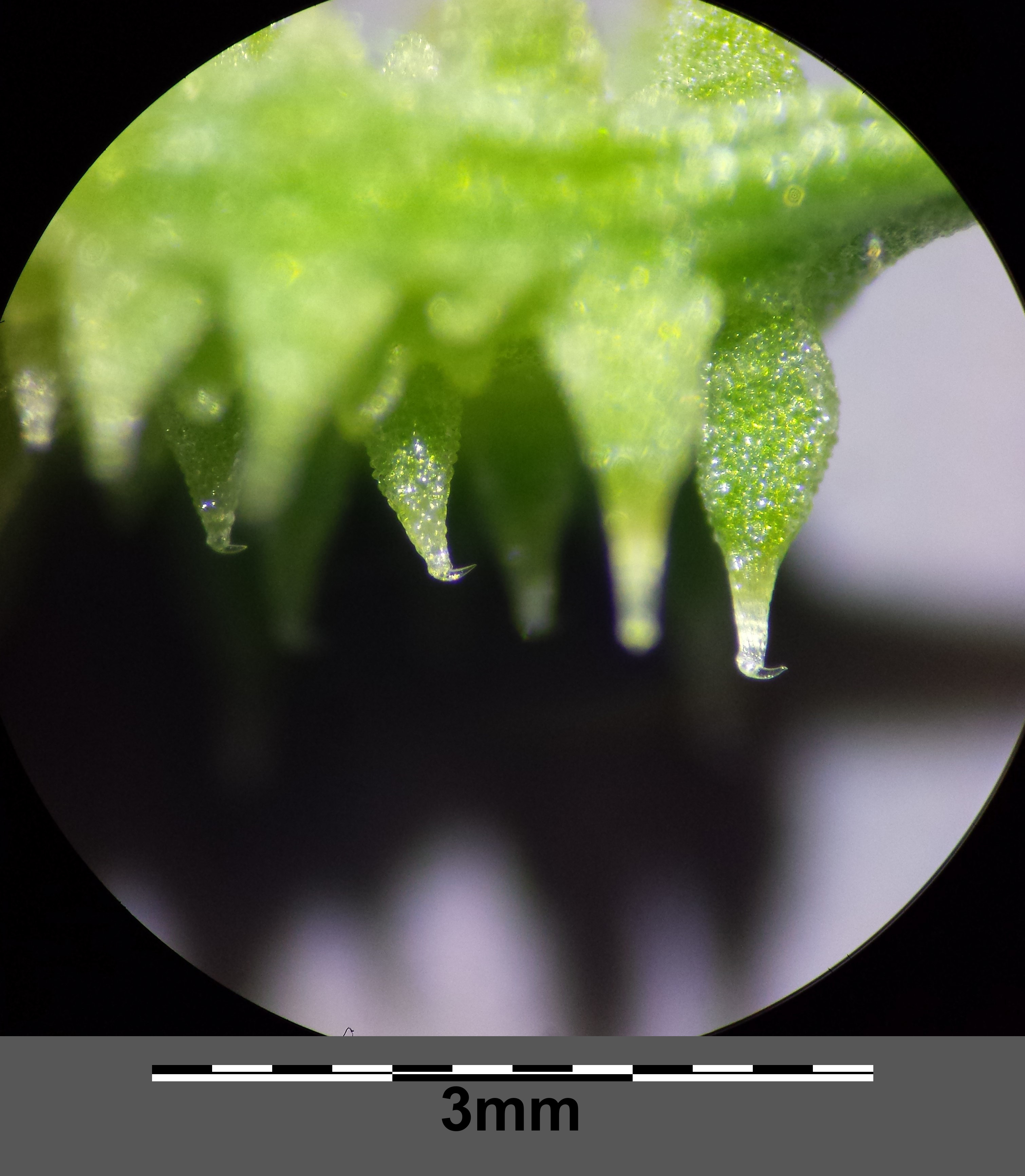
Stacheln auf der Oberfläche eines Nüsschens

### Erscheinungsbild und Laubblatt
Der Acker-Hahnenfuß wächst als einjährige krautige Pflanze und erreicht Wuchshöhen von selten 15 bis, meist 20 bis 80 Zentimetern. Der aufrechte oder aufsteigende Stängel ist verzweigt und kahl bis mehr oder weniger anliegend behaart.
Die Laubblätter sind grundständig und wechselständig am Stängel verteilt angeordnet. Die drei bis fünf Grundblätter und die unteren Stängelblätter sind in Blattstiel und Blattspreite gegliedert. Ihr 1,6 bis 6 Zentimeter langer Blattstiel ist spärlich flaumig behaart. Ihre papierartige, spärlich angedrückt flaumig behaarte Blattspreite ist verkehrt-eiförmig oder breit rhombisch im Umriss mit einer Länge von 1,5 bis 5,2 Zentimetern und einer Breite von 1,5 bis 4,2 Zentimetern und mehr oder weniger breit keilförmiger Spreitenbasis. Sie ist dreilappig bis mehr oder weniger tief dreiteilig sowie an der gerundeten oder spitz auslaufenden Spitze zwei- oder dreizähnig; ihre Blattabschnitte sind schmal keilförmig, verkehrt-lanzettlich oder linealisch. Die oberen Stängelblätter sind ungestielt, kahl, mehr oder weniger dreiteilig mit schmal keilförmigen oder linealisch-lanzettlichen Abschnitten.

### Blüte
An einem Pflanzenexemplar befinden sich einige bis zahlreiche Blüten jeweils den oberen Laubblättern gegenüber. Die stielrunden Blütenstiele sind angedrückt flaumig behaart.
Die zwittrige Blüte ist bei einem Durchmesser von 4 bis 15 Millimetern radiärsymmetrisch und fünfzählig mit einer doppelten Blütenhülle. Der Blütenboden (Rezeptaculum) ist spärlich steif behaart. Die fünf ausgebreiteten Kelchblätter sind bei einer Länge von 4 bis 7 Millimetern und einer Breite von 1 bis 2 Millimetern schmal-eiförmig und an der Unterseite angedrückt borstig behaart. Die fünf hellgelben bis grünlich-gelben Kronblätter sind bei einer Länge von 5,5 bis 8 Millimetern und einer Breite von 2 bis 4 Millimetern verkehrt-eiförmig mit gerundetem oberen Ende. Die Nektargrube ist von einer Schuppe bedeckt. Es sind viele Staubblätter vorhanden. Der 3 bis 8 Millimeter lange Stempel besitzt einen etwa 2,6 Millimeter langen, haltbaren Griffel.

### Frucht
In einer bei einem Durchmesser von 8 bis 12 Millimetern scheibenförmigen bis fast kugelförmigen Sammelfrucht stehen fünf bis acht Nüsschen zusammen. Die flachen und berandeten, kahlen Nüsschen sind bei einer Länge von meist 6 bis 7 (4 bis 8) Millimetern sowie einer Breite von 2,8 bis 5 Millimetern elliptisch. Sie sind mit vielen 2 bis 4 Millimeter langen Stacheln besetzt oder manchmal netzig gerippt. Der 1,6 bis 3,8 Millimeter lange Schnabel ist pfriemlich, gerade oder an der Spitze mehr oder weniger gebogen.

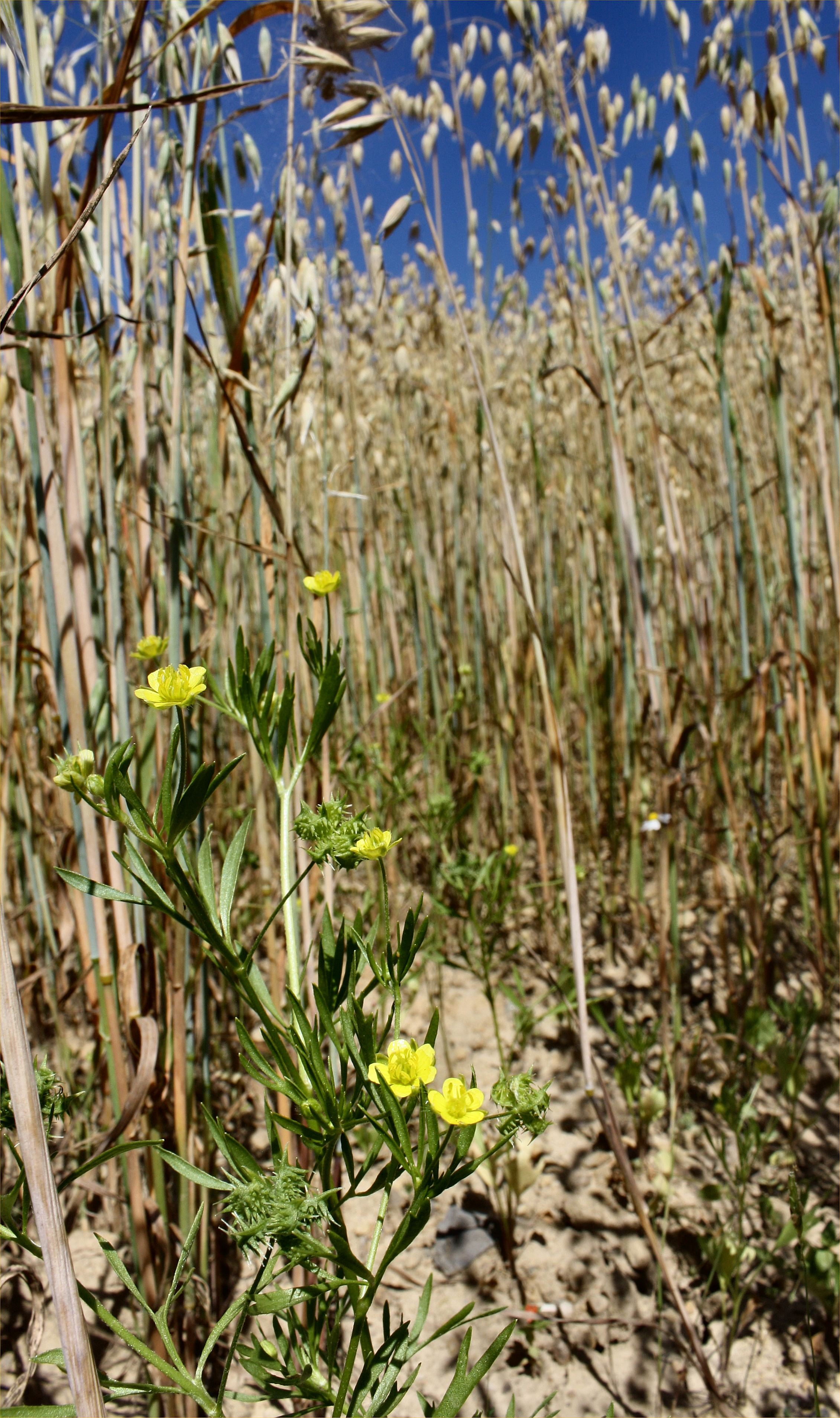
Ranunculus arvensis in einem extensiven Getreideacker (Hafer)

### Chromosomensatz
Die Chromosomengrundzahl beträgt x = 8; es liegt Tetraploidie mit einer Chromosomenzahl von 2n = 32 vor.

## Ökologie und Phänologie
Die Nüsschen sind typische Klettfrüchte; es findet aber auch eine Bearbeitungsausbreitung durch Kleinvögel statt.
Die Blütezeit reicht je nach Standort von April bis Juli. Fruchtreife ist von Juni bis September.

## Vorkommen
Der Acker-Hahnenfuß ist in Europa, Nordafrika und Asien verbreitet. In Asien kommt er von Vorderasien und Zentralasien bis Indien und Pakistan vor. Beispielsweise in Teilen Nordamerikas und Chinas ist er ein Neophyt.
Der Acker-Hahnenfuß kommt kollin bis montan vor. Er steigt in den Alpenvereinzelt bis 1550 Meter Meereshöhe auf. Er gedeiht meist auf nährstoffreichen, lehmig-tonigen Äckern und gilt als Lehmzeiger. Er ist „basenhold“, d. h., er gedeiht auf basische Böden am besten. Die Vorkommen sind in allen deutschen Bundesländern zerstreut bis selten. Diese giftige Pflanzenart ist vor allem durch Herbizideinsatz in der Landwirtschaft gefährdet. Sie ist eine Charakterart der Klasse Secalietea.
Die ökologischen Zeigerwerte nach Landolt et al. 2010 sind in der Schweiz: Feuchtezahl F = 2+w+ (frisch aber stark wechselnd), Lichtzahl L = 4 (hell), Reaktionszahl R = 4 (neutral bis basisch), Temperaturzahl T = 4+ (warm-kollin), Nährstoffzahl N = 3 (mäßig nährstoffarm bis mäßig nährstoffreich), Kontinentalitätszahl K = 4 (subkontinental).

## Taxonomie
Die Erstveröffentlichung von Ranunculus arvensis erfolgte 1753 durch Carl von Linné in Species Plantarum, Tomus I, S. 555. Das Artepitheton arvensis bedeutet „auf Äckern wachsend“. Synonyme für Ranunculus arvensis L. sind: Ranunculus tuberculatus DC.,Ranunculus reticulatus Seub.